# Seznam medailistů na mistrovství Československa a Česka žen v běhu na 100 m překážek

### Ženy

#### 80 m překážek
| Rok          | Místo          | Zlato                          | Výkon | Stříbro                  | Bronz                      |
| ------------ | -------------- | ------------------------------ | ----- | ------------------------ | -------------------------- |
| MR ČSR 1945  | Praha          | Marie Matesová                 | 13,4  | Štěpánka Plicková        | Jaroslava Vinšová          |
| MR ČSR 1946  | Praha          | Marie Matesová                 | 13,0  | Anna Plšková             | startovaly jen 2 závodnice |
| MR ČSR 1947  | Praha          | Marie Matesová                 | 12,4  | Anna Plšková             | Květoslava Volšíková       |
| MR ČSR 1948  | Praha          | Libuše Lomská                  | 12,1  | Marie Matesová           | Anna Plšková               |
| MR ČSR 1949  | Praha          | Anna Plšková                   | 12,7  | Jaroslava Hušová         | Alena Vejsová              |
| MR ČSR 1950  | Bratislava     | Olga Modrachová                | 12,5  | Anna Plšková             | Danuše Hiklová             |
| MR ČSR 1951  | Brno           | Olga Modrachová                | 12,1  | Danuše Andrlová-Hiklová  | Anna Plšková               |
| MR ČSR 1952  | Praha          | Dagmar Bosáková                | 12.3  | Miloslava Brázdová       | Olga Modrachová            |
| MR ČSR 1953  | Praha          | Danuše Andrlová                | 12,0  | Dagmar Bosáková          | Olga Modrachová            |
| MR ČSR 1954  | Ostrava        | Miroslava Fendrichová          | 11,7  | Olga Modrachová          | Eva Kekély                 |
| MR ČSR 1955  | Brno           | Miroslava Trkalová-Fendrichová | 11,7  | Olga Modrachová          | Eva Kekély                 |
| MR ČSR 1956  | Bratislava     | Miroslava Trkalová             | 11,4  | Alena Stolzová           | Alena Schusterová          |
| MR ČSR 1957  | Praha          | Miroslava Trkalová             | 11,9  | Anna Zábršová            | Alena Stolzová             |
| MR ČSR 1958  | Ostrava        | Miroslava Trkalová             | 11,4  | Alena Stolzová           | Anna Zábršová              |
| MR ČSR 1959  | Praha          | Anna Zábršová                  | 11,4  | Miroslava Trkalová       | Alena Stolzová             |
| MR ČSSR 1960 | Brno           | Alena Stolzová                 | 11,2  | Anna Zábršová            | Miroslava Trkalová         |
| MR ČSSR 1961 | Praha          | Alena Stolzová                 | 11,3  | Anna Zábršová            | Vlasta Bubíková            |
| MR ČSSR 1962 | Ostrava        | Alena Stolzová                 | 11,2  | Vlasta Vlachová-Bubíková | Alena Schusterová          |
| MR ČSSR 1963 | Hradec Králové | Alena Stolzová                 | 11,3  | Alena Schusterová        | Miroslava Trkalová         |
| MR ČSSR 1964 | Praha          | Hana Trejbalová                | 11,5  | Alena Schusterová        | Anna Zábršová              |
| MR ČSSR 1965 | Zábřeh         | Alena Schusterová              | 11,4  | Anna Zábršová            | Vlasta Vlachová            |
| MR ČSSR 1966 | Třinec         | Alena Hiltscherová             | 10,8  | Vlasta Přikrylová        | Anna Zábršová              |
| MR ČSSR 1967 | Sokolov        | Vlasta Seifertová              | 11,1  | Anna Zábršová            | Olga Fomenková             |

### Ženy

#### 100 m překážek
| Rok          | Místo              | Zlato               | Výkon         | Stříbro             | Bronz                      |
| ------------ | ------------------ | ------------------- | ------------- | ------------------- | -------------------------- |
| MR ČSSR 1968 | Jablonec nad Nisou | Eva Kucmanová       | 14,3          | Anna Zábršová       | Věra Slavičová             |
| MR ČSSR 1969 | Považská Bystrica  | Eva Kucmanová       | 13,6          | Milena Piáčková     | Věra Slavičová             |
| MR ČSSR 1970 | Ostrava            | Milena Piáčková     | 14,0          | Věra Slavičová      | Jindřiška Krchová          |
| MR ČSSR 1971 | Praha              | Věra Slavičová      | 13,9          | Milena Piáčková     | Jitka Birmbaumová          |
| MR ČSSR 1972 | Praha              | Monika Schönauerová | 13,7          | Věra Slavičová      | Alena Pechová              |
| MR ČSSR 1973 | Banská Bystrica    | Monika Schönauerová | 13,6          | Jindřiška Krchová   | Zdena Hřebíčková           |
| MR ČSSR 1974 | Praha              | Monika Schönauerová | 13,6          | Jindřiška Krchová   | Anna Šrámková              |
| MR ČSSR 1975 | Bratislava         | Monika Schönauerová | 14,0          | Zdenka Hřebíčková   | Jiřina Lamačová            |
| MR ČSSR 1976 | Třinec             | Monika Schönauerová | 14,24         | Jiřina Lamačová     | Jana Poloková              |
| MR ČSSR 1977 | Ostrava            | Monika Schönauerová | 14,04         | Jiřina Lamačová     | Renata Hortová             |
| MR ČSSR 1978 | Praha              | Monika Schönauerová | 13,94         | Hana Chocová        | Milena Tebichová           |
| MR ČSSR 1979 | Praha              | Monika Schönauerová | 13,74         | Milena Tebichová    | Jitka Picková              |
| MR ČSSR 1980 | Praha              | Jitka Kučerová      | 13,91         | Jiřina Procházková  | Milena Tebichová           |
| MR ČSSR 1981 | Ostrava            | Jiřina Procházková  | 14,05         | Hana Mužíčková      | Jitka Picková              |
| MR ČSSR 1982 | Praha              | Jitka Picková       | 13,70         | Jiřina Procházková  | Hana Mužíčková             |
| MR ČSSR 1983 | Praha              | Hana Mužíčková      | 13,82         | Milena Tebichová    | Jana Petříková             |
| MR ČSSR 1984 | Praha              | Helena Otáhalová    | 13,75         | Milena Tebichová    | Ľubomíra Piknová           |
| MR ČSSR 1985 | Praha              | Jitka Tesárková     | 13,61         | Milena Tebichová    | Helena Otáhalová           |
| MR ČSSR 1986 | Bratislava         | Milena Tebichová    | 13,74         | Hana Váňová         | Iveta Tesařová             |
| MR ČSSR 1987 | Třinec             | Milena Tebichová    | 14,14         | Vanda Nováková      | Jana Petříková             |
| MR ČSSR 1988 | Praha              | Jana Petříková      | 13,80         | Milena Tebichová    | Blanka Hladká              |
| MR ČSSR 1989 | Banská Bystrica    | Blanka Hladká       | 13,58         | Gabriela Váňová     | Radka Tremlová             |
| MR ČSFR 1990 | Praha              | Blanka Hladká       | 13,61         | Iveta Prellerová    | Radka Tremlová             |
| MR ČSFR 1991 | Ostrava            | Iveta Prellerová    | 13,67         | Jana Pavlíková      | Andrea Boklažuková         |
| MR ČSFR 1992 | Nitra              | Andrea Boklažuková  | 14,14         | Petra Šímová        | Jana Švarná                |
| MR ČR 1993   | Jablonec nad Nisou | Iveta Rudová        | 13,91         | Nikola Špinová      | Petra Šímová               |
| MR ČR 1994   | Jablonec nad Nisou | Iveta Rudová        | 13,62         | Nikola Špinová      | Petra Šímová               |
| MR ČR 1995   | Ostrava            | Petra Šímová        | 13,74         | Nikola Špinová      | Andrea Novotná-Boklažuková |
| MR ČR 1996   | Praha              | Iveta Rudová        | 13,41         | Petra Šímová        | Helena Vinařová            |
| MR ČR 1997   | Třinec             | Iveta Rudová        | 13,22         | Nikola Špinová      | Andrea Novotná             |
| MR ČR 1998   | Jablonec nad Nisou | Andrea Novotná      | 13,35         | Iveta Rudová        | Nikola Špinová             |
| MR ČR 1999   | Ostrava            | Iveta Rudová        | 13,34         | Michaela Hejnová    | Magdaléna Nedvědová        |
| MR ČR 2000   | Plzeň              | Michaela Hejnová    | 13,57         | Dagmar Votočková    | Lucie Škrobáková           |
| MR ČR 2001   | Jablonec nad Nisou | Lucie Škrobáková    | 13,52         | Jana Klečková       | Lenka Ostravská            |
| MR ČR 2002   | Ostrava            | Michaela Hejnová    | 13,42         | Lucie Martincová    | Eva Šafaříková             |
| MR ČR 2003   | Olomouc            | Lucie Martincová    | 13,22         | Petra Seidlová      | Lenka Ostravská            |
| MR ČR 2004   | Plzeň              | Lucie Martincová    | 13,18         | Michaela Hejnová    | Zuzana Hejnová             |
| MR ČR 2005   | Kladno             | Lucie Martincová    | 13,19         | Jana Korešová       | Michaela Mahdalová         |
| MR ČR 2006   | Praha              | Petra Seidlová      | 13,43         | Michaela Hejnová    | Lenka Lepičová             |
| MR ČR 2007   | Třinec             | Michaela Hejnová    | 13,97         | Aneta Pecnová       | Jana Korešová              |
| MR ČR 2008   | Tábor              | Lucie Škrobáková    | 12,93         | Petra Seidlová      | Lenka Lepičová             |
| MR ČR 2009   | Praha              | Lucie Škrobáková    | 13,07         | Lenka Lepičová      | Aneta Pecnová              |
| MR ČR 2010   | Třinec             | Lucie Škrobáková    | 12,92         | Lenka Lepičová      | Kateřina Cachová           |
| MR ČR 2011   | Brno               | Lucie Škrobáková    | 13,10         | Zuzana Hejnová      | Kateřina Rajmová           |
| MR ČR 2012   | Vyškov             | Lucie Škrobáková    | 13,40         | Zuzana Hejnová      | Jana Sotáková              |
| MR ČR 2013   | Tábor              | Lucie Škrobáková    | 12,79 Rek. MR | Jana Sotáková       | Kateřina Cachová           |
| MR ČR 2014   | Ostrava            | Lucie Škrobáková    | 12,99         | Lucie Koudelová     | Helenka Tomková            |
| MR ČR 2015   | Plzeň              | Kateřina Cachová    | 13,35         | Lucie Koudelová     | Karolina Hlavatá           |
| MR ČR 2016   | Tábor              | Kateřina Cachová    | 13,08         | Lucie Koudelová     | Kateřina Dvořáková         |
| MR ČR 2017   | Třinec             | Kateřina Cachová    | 13,28         | Lucie Koudelová     | Kateřina Dvořáková         |
| MR ČR 2018   | Kladno             | Lucie Koudelová     | 13,75         | Nikoleta Jíchová    | Helena Jiranová            |
| MR ČR 2019   | Brno               | Lucie Koudelová     | 13,34         | Helena Jiranová     | Tereza Vokálová            |
| MR ČR 2020   | Plzeň              | Kateřina Cachová    | 13,23         | Lucie Koudelová     | Markéta Štolová            |
| MR ČR 2021   | Zlín               | Markéta Štolová     | 13,06         | Helena Jiranová     | Lucie Koudelová            |
| MR ČR 2022   | Hodonín            | Tereza Vokálová     | 13,06         | Tereza Elena Šínová | Markéta Štolová            |
| MR ČR 2023   | Tábor              | Helena Jiranová     | 13,29         | Nicoleta Turnerová  | Tereza Vokálová            |
| MR ČR 2024   | Zlín               | Helena Jiranová     | 13,24         | Tereza Elena Šínová | Nicoleta Turnerová         |
| MR ČR 2025   |                    |                     |               |                     |                            |